# Detling
Detling è un villaggio e parrocchia civile dell'Inghilterra, appartenente alla contea del Kent.